# Martí Estruch i Axmacher
Martí Estruch i Axmacher (Lovaina, Flandes, 8 de novembre de 1968) és un periodista i diplomàtic català. Fou delegat oficial de la Generalitat de Catalunya a Berlín (Alemanya) entre 2008 i 2012. Entre octubre de 2012 i febrer de 2014 fou director del Programa Internacional de Comunicació i Relacions Públiques Eugeni Xammar del Govern de Catalunya. Des de llavors, treballa al Consell de Diplomàcia Pública de Catalunya (DIPLOCAT) i col·labora al mitjà digital Vilaweb.

## Biografia
Estruch ha estat director d'Anàlisi i Prospectiva de la Universitat Oberta de Catalunya (UOC). També fou cap de redacció de VilaWeb. Del 22 de setembre de 2003 fins al 16 de gener de 2005 desenvolupà el càrrec de cap de Comunicació i Premsa del Departament d'Universitats, Recerca i Societat de la Informació de la Generalitat de Catalunya.
Anys més tard, el 1r d'abril de 2008 fou nomenat delegat oficial de la Generalitat a Berlín, delegació de nova creació amb la voluntat d'enfortir la presència institucional a Alemanya. Concretament, la seu s'inaugurà el 4 d'abril i se situa al número 18 de Charlottenstrasse del districte 'Newspaper Area'. El desembre de 2011 fou anunciada públicament la destitució del càrrec i oficialment reconeguda el 23 de gener de 2012. Un mes abans del relleu, estava previst que fos donat d'alta en règim laboral per tal de reduir el nombre d'alts càrrecs, simplificar estructures i dotar-les de major transparència.
El 3 d'octubre de 2012 fou nomenat director del Programa Internacional de Comunicació i Relacions Públiques Eugeni Xammar del Govern de Catalunya fins al febrer de 2014, quan fou succeït per Jaume Clotet. A partir d'aquell moment, passà a treballar al Consell de Diplomàcia Pública de Catalunya i continuà com a col·laborador habitual de Vilaweb.
A principis de 2013 publicà l'obra Joan Fuster i Barcelona, un recull il·lustratiu dels viatges i les estades de Fuster al Cap i Casal, a través de documents i fotografies.